# Ålder okänd
Ålder okänd är en svensk miniserie från 1991 skriven och regisserad av Richard Hobert. Den sändes i tre avsnitt i SVT januari 1991, och gavs ut på DVD 2011.

## Handling
Läkaren och forskaren i geriatrik Peter Wall blir uppringd av en tidigare kollega vid namn Kurt Retke som bedriver egen hälsoklinik och som ber om Walls hjälp. Det visar sig att Retke har börjat arbeta med en metod för att bromsa åldrandeprocessen men råkat ut för problem.

## Skådespelare
- Sven-Bertil Taube - Peter Wall
- Harriet Andersson - Marianne Retke
- Lars Humble - Kurt Retke
- Kajsa Reingardt - Katarina Retke
- Sven Lindberg - Dahlberg
- Jan Tiselius - Borelius
- Thomas Ungewitter - läkaren
- Evabritt Strandberg - Christina Lind
- Lars Passgård - skådespelaren
- Evert Lindkvist - flygvapenchefen